# 徐绍卿

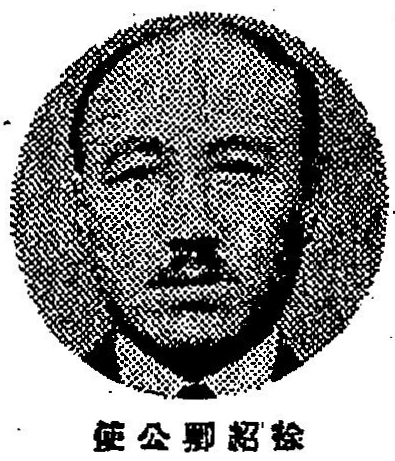
《东京朝日新闻》
1938年4月19日

徐绍卿（1892年—?），奉天府（今沈阳市）人，中華民国、满洲国的政治人物和外交官。曾任满洲国的奉天省省長。

## 生平
他毕业于奉天省立中学。后来他到日本留学，1927年（民国16年）从東京帝国大学農学部毕业。归国後，他任東三省兵工廠技師、廠長。
满洲国成立前的1932年（民国21年）1月，他任奉天省政府諮議。满洲国建国後的同年4月，他任奉天省实业厅厅長。1934年（康德元年）11月，他任錦州省省長。1937年（康德4年）7月，他任新京特別市市長。翌年2月，他任满洲国駐意大利特命全権公使兼駐西班牙公使。1940年（康德7年）3月，他回到满洲国，任郵政总局局長。1942年（康德9年）9月，他任奉天省省長。翌年5月，他任满洲国中央銀行副总裁。
满洲国滅亡後的1946年（民国35年）5月，他被中国人民解放軍逮捕。此后其生平不详。